# Ардмор (Теннессі)
Ардмор (англ. Ardmore) — місто (англ. city) в США, в округах Джайлс і Лінкольн штату Теннессі. Населення — 1217 осіб (2020).

## Географія
Ардмор розташований за координатами 35°0′16″ пн. ш. 86°51′3″ зх. д. / 35.00444° пн. ш. 86.85083° зх. д. (35.004441, -86.850713).  За даними Бюро перепису населення США в 2010 році місто мало площу 11,89 км², з яких 11,87 км² — суходіл та 0,02 км² — водойми.

## Демографія
Згідно з переписом 2010 року, у місті мешкало 1213 осіб у 483 домогосподарствах у складі 325 родин. Густота населення становила 102 особи/км².  Було 542 помешкання (46/км²).
Расовий склад населення:
| - 91,9 % — білих - 3,5 % — чорних або афроамериканців - 0,8 % — корінних американців - 0,5 % — азіатів - 0,1 % — вихідців з тихоокеанських островів - 1,2 % — осіб інших рас |

До двох чи більше рас належало 2,0 %. Частка іспаномовних становила 3,0 % від усіх жителів.
За віковим діапазоном населення розподілялося таким чином: 22,3 % — особи молодші 18 років, 57,6 % — особи у віці 18—64 років, 20,1 % — особи у віці 65 років та старші. Медіана віку мешканця становила 42,9 року. На 100 осіб жіночої статі у місті припадало 92,8 чоловіків;  на 100 жінок у віці від 18 років та старших — 90,3 чоловіків також старших 18 років.
Середній дохід на одне домашнє господарство  становив 48 569 доларів США (медіана — 37 350), а середній дохід на одну сім'ю — 60 032 долари (медіана — 48 036). Медіана доходів становила 32 321 долар для чоловіків та 40 938 доларів для жінок. За межею бідності перебувало 23,9 % осіб, у тому числі 36,8 % дітей у віці до 18 років та 9,4 % осіб у віці 65 років та старших.
Цивільне працевлаштоване населення становило 453 особи. Основні галузі зайнятості: виробництво — 21,0 %, освіта, охорона здоров'я та соціальна допомога — 19,2 %, роздрібна торгівля — 13,9 %, науковці, спеціалісти, менеджери — 9,3 %.